# Winthemia cinerea
Winthemia cinerea är en tvåvingeart som beskrevs av Robineau-desvoidy 1847. Winthemia cinerea ingår i släktet Winthemia och familjen parasitflugor.
Artens utbredningsområde är Frankrike. Inga underarter finns listade i Catalogue of Life.